# Edward Hubert Chater
Edward Hubert Chater (* 1902; † 1975) war ein britischer Botaniker und Pflanzensammler. Sein offizielles botanisches Autorenkürzel lautet „E.H.Chater“.

## Leben
Er war der einzige Sohn von Edward W. Chater in St. Leonard's-on-Sea. Am 5. August 1931 heiratete er in der St. Columba Presbyterian Church in St. Leonard's-on-Sea Margaret Hutchison, die einzige Tochter von William Hutchison aus Aberdeen. Sie hatte 1928 ihr Studium an der University of Aberdeen (Schottland) mit dem Bachelor of Science abgeschlossen.
Chater hatte sein Studium mit dem Bachelor of Science abgeschlossen. Im Jahr 1932 machte er seinen Master an der University of Wales.

## Veröffentlichungen
- Changes in the coastline near Rye, mit Francis Maurice Gustavus du Plat Taylor, Institution of Civil Engineers, 1930